# 石田徹也
石田徹也（1973年6月16日—2005年5月23日）是一名日本畫家，靜岡縣燒津市出身。

## 生平
石田徹也畢業於武藏野美術大學視覺傳達設計學系。作品內容大多以與蒸汽機車、塑膠袋、便器等日常生活用品一體化的青年為主，藉由超現實的表現手法，描繪並諷刺現代社會中潛藏於日常生活的不安。此外，畫作中的青年面容幾乎相同，許多人認為是作者的自畫像，但作者本人予以否認。石田徹也在2005年5月23日死於火車平交道事故。
但是，在石田徹也過世後，作品的人氣有增無減。2006年11月佳士得在香港舉行的「亞洲現代美術」拍賣會中，編號 Lot. 496 作品《無題》（2001年）以遠高於預期價格的78萬港幣賣出。而先前佳士得的預估價格僅有6萬至8萬港幣。
2009年，石田徹也獲日本內閣府頒發「紺綬褒章」，由其家人代領。

## 主要作品
- 結草蟲的睡眠（みのむしの睡眠，1995年。第六屆平面藝術 一坪展（ひとつぼ展） 大獎）
- 蒸汽機車的男子（SLになった人，1995年。第六屆平面藝術 一坪展（ひとつぼ展） 大獎）
- 無法飛行的人（飛べなくなった人，1996年）
- 健康器具（1997年。JACA'97 日本視覺藝術展（日本ビジュアル・アート展） 大獎）
- 回收（1998年。麒麟當代藝術獎1998（キリンコンテンポラリーアートアワード） 獎勵賞）
- 搜索（2001年。VOCA展2001 獎勵賞）
- 前線（2001年。VOCA展2001 獎勵賞）

## 脚注

### 注釈・出典
1. ↑  『遺作集』　4頁。

## 外部連結
- 官方網站
- Gallery Q （页面存档备份，存于）